# Warhammer 40,000: Darktide
Warhammer 40,000: Darktide — кооперативна відеогра в жанрі шутера від першої особи, розроблена шведською студією Fatshark. Події гри відбуваються у вигаданому всесвіті Warhammer 40,000. Для Microsoft Windows гра вийшла 30 листопада 2022 року, а 4 жовтня 2023 року вийшла для Xbox Series X/S.

## Ігролад
В плані ігроладу гра схожа на попередню гру студії — Warhammer: Vermintide 2, в якій чотири гравці борються проти хвиль ворогів, керованих ШІ.
На відміну від Vermintide 2, в Darktide гравці самі створюють своїх персонажів, обираючи їм стать, зовнішність і передісторію.
На вибір доступно чотири класи персонажів: Ветеран (англ. Veteran), Фанатик (англ. Zealot), Огрін (англ. Ogryn) та Псайкер (англ. Psyker).

## Сюжет
Сюжет гри створений автором Деном Абнеттом і розповідає про загін агентів Інквізиції, які розслідують повстання Хаосу в місті-вулику Терціум на промисловій планеті Атома Прайм.
Сюжет буде розвиватися з часом паралельно зі службою в реальному часі, продовжуючи розвиватися щотижня і слідуючи встановленому мета-оповіданню.

## Розробка
Вперше гра була анонсована в липні 2020 року під час демонстраційного заходу Xbox Series X та Xbox Series S, на якому Fatshark показала плани на реліз у 2021 році . 10 грудня 2020 року вийшов геймплейний трейлер, який демонстрував використання зброї, такої як лазерган та ланцюговий меч, для перемоги над ордами ходячих віспин та зрадників хаосу . Серед ігрових персонажів можна було побачити Імперського гвардійця та Огріна. Розробники коментували, що Darktide планується менш орієнтованою на ближній бій, ніж Vermintide 2, наближаючись до розподілу 50/50 між ближнім і дальнім боєм .
У липні 2021 року Fatshark оголосила, що через труднощі, які виникли внаслідок пандемії COVID-19, дата релізу буде перенесена з 2021 року на весну 2022 року . 13 вересня 2022 року дата релізу була знову перенесена на 13 вересня 2022 року в оголошенні, яке супроводжувалося новим трейлером . Пізніше було оголошено про подальшу затримку, яка перенесла реліз на 30 листопада 2022 року для Windows .
Закрите бета-тестування було доступне для деяких гравців 14 жовтня 2022 року і тривало два дні .
24 січня 2023 року Мартін Валунд, генеральний директор і співзасновник Fatshark, оголосив, що розробка нового контенту призупинена, а студія зосередилася на поліпшенні прогресу, стабільності та продуктивності, у відповідь на негативний прийом, який гра отримала після запуску . У лютому 2023 року Fatshark випустила патч № 4, також під назвою «Благословення Омнісії», який змінює систему видобутку і крафту в грі. Оновлена система класів та прогресія були випущені з патчем № 13, який побачив гру на консолях. У серпні 2023 року було оголошено, що гра вийде на Xbox Series X та Series S 4 жовтня 2023 року .

## Оцінки
| Агрегатор  | Оцінка |
| ---------- | ------ |
| Metacritic | 74/100 |

| Видання        | Оцінка |
| -------------- | ------ |
| GameSpot       | 7/10   |
| GamesRadar+    | [ 18 ] |
| IGN            | 8/10   |
| PC Gamer (США) | 80/100 |
| Shacknews      | 7/10   |

Згідно Metacritic, Warhammer 40,000: Darktide отримала «змішані або середні відгуки» на основі 68 оглядів.